# 中国驻叙利亚大使列表
本列表为中華人民共和國驻叙利亚历任大使名录。

## 历任中国驻叙利亚大使

### 附：中华人民共和国驻叙利亚及商务代表（1956年）
1955年11月30日，中叙两国达成互设商务代表处的协议。1956年8月1日，中叙建交，商务代表处成为大使馆附属单位。
| 姓名   | 任命           | 到任          | 免职 | 离任       | 职务     | 备注 | 备注 |
| ------ | -------------- | ------------- | ---- | ---------- | -------- | ---- | ---- |
| 张华增 | 1956年10月10日 | 1956年7月30日 |      | 1956年12月 | 商务代表 |      |      |

### 中华人民共和国驻叙利亚大使（1956年－1958年）
1956年8月1日，中华人民共和国与叙利亚共和国正式建交，并开始派遣驻叙利亚大使。1958年2月1日，叙利亚共和国同埃及共和国组成阿拉伯联合共和国，中国撤销驻叙利亚大使馆。
| 姓名   | 任命           | 任命           | 到任           | 递交国书       | 免职           | 免职          | 离任          | 外交衔级 | 外交职务     | 备注 |
| 姓名   | 全国人大常委会 | 主席           | 到任           | 递交国书       | 全国人大常委会 | 主席          | 离任          | 外交衔级 | 外交职务     | 备注 |
| ------ | -------------- | -------------- | -------------- | -------------- | -------------- | ------------- | ------------- | -------- | ------------ | ---- |
| 陈志方 | 1956年8月29日  | 1956年10月20日 | 1956年12月12日 | 1956年12月19日 | 1958年3月7日   | 1958年2月23日 | 1958年4月30日 | 大使     | 特命全权大使 |      |

### 附：中华人民共和国驻大马士革总领事（1958年－1961年）
1958年2月1日，叙利亚共和国同埃及共和国组成阿拉伯联合共和国，中国撤销驻叙利亚大使馆，改设为驻大马士革总领事馆。1961年9月，叙利亚恢复独立。10月22日，总领事馆恢复为大使馆。
| 姓名   | 任命          | 到任          | 递交任命书 | 免职           | 离任           | 领事职务 | 备注               | 备注 |
| ------ | ------------- | ------------- | ---------- | -------------- | -------------- | -------- | ------------------ | ---- |
| 施谷   | 1958年        |               |            | 1960年3月28日  | 1960年4月      | 总领事   |                    |      |
| 王崇理 | 1960年3月28日 | 1960年4月14日 |            | 1961年12月15日 | 1961年10月22日 | 总领事   | 转任大使馆临时代办 |      |

### 中华人民共和国驻叙利亚大使（1961年至今）
1961年9月28日，叙利亚宣布退出阿拉伯联合共和国，成立阿拉伯叙利亚共和国。1961年10月11日，中国恢复承认叙利亚，决定建立外交关系和互换大使级的外交代表。10月22日，中国驻大马士革总领事馆正式恢复为中国驻叙利亚大使馆。
| 姓名   | 任命           | 任命           | 到任           | 递交国书       | 免职           | 免职           | 离任           | 外交衔级 | 外交职务     | 备注     |
| 姓名   | 全国人大常委会 | 主席           | 到任           | 递交国书       | 全国人大常委会 | 主席           | 离任           | 外交衔级 | 外交职务     | 备注     |
| ------ | -------------- | -------------- | -------------- | -------------- | -------------- | -------------- | -------------- | -------- | ------------ | -------- |
| 王崇理 | 不適用         | 不適用         | 1961年10月22日 | 1961年10月23日 | 不適用         | 不適用         | 1962年5月23日  | 参赞     | 临时代办     | 筹备复馆 |
| 徐以新 | 1961年12月25日 | 1962年3月1日   | 1962年5月23日  | 1962年5月31日  | 1965年10月28日 | 1966年1月4日   | 1965年12月12日 | 大使     | 特命全权大使 |          |
| 陈坦   | 1965年10月28日 | 1966年1月4日   | 1966年4月6日   | 1966年4月14日  | 不適用         | 不適用         | 1967年4月      | 大使     | 特命全权大使 |          |
| 于俊   | 不適用         | 不適用         | 1967年4月      | 不適用         | 不適用         | 不適用         | 1968年         |          | 临时代办     |          |
| 周效良 | 不適用         | 不適用         | 1968年         | 不適用         | 不適用         | 不適用         | 1969年         |          | 临时代办     |          |
| 秦加林 | 不適用         | 不適用         | 1969年6月21日  | 1969年6月24日  | 不適用         | 不適用         | 1974年5月15日  | 大使     | 特命全权大使 |          |
| 曹克强 | 不適用         | 不適用         | 1974年8月26日  | 1974年9月9日   | 1979年4月3日   | 不適用         | 1979年5月9日   | 大使     | 特命全权大使 |          |
| 陆维钊 | 1979年4月3日   | 不適用         | 1979年8月29日  | 1979年9月27日  | 1982年11月19日 | 不適用         | 1983年3月9日   | 大使     | 特命全权大使 |          |
| 林兆南 | 1983年3月5日   | 不適用         | 1983年8月22日  | 1983年10月4日  | 1985年3月21日  | 1986年4月21日  | 1986年3月30日  | 大使     | 特命全权大使 |          |
| 王昌义 | 1985年3月21日  | 1986年4月21日  | 1986年4月      | 1986年6月22日  | 1988年12月29日 | 1989年3月19日  | 1989年3月      | 大使     | 特命全权大使 |          |
| 张真   | 1988年12月29日 | 1989年3月19日  | 1989年3月16日  | 1989年3月28日  | 1993年2月22日  | 1993年5月17日  | 1993年4月21日  | 大使     | 特命全权大使 |          |
| 李清玉 | 1993年2月22日  | 1993年5月17日  | 1993年5月18日  | 1994年6月7日   | 1995年8月29日  | 1995年12月15日 | 1995年10月31日 | 大使     | 特命全权大使 |          |
| 吴珉珉 | 1995年8月29日  | 1995年12月15日 | 1995年12月23日 | 1996年12月4日  | 1999年8月30日  | 1999年12月8日  | 1999年11月7日  | 大使     | 特命全权大使 |          |
| 时延春 | 1999年8月30日  | 1999年12月8日  | 1999年11月23日 | 2000年10月28日 | 2002年4月28日  | 2002年8月20日  | 2002年6月26日  | 大使     | 特命全权大使 |          |
| 周秀华 | 2002年4月28日  | 2002年8月20日  | 2002年7月19日  | 2002年7月22日  | 2006年10月31日 | 2007年4月20日  | 2007年4月1日   | 大使     | 特命全权大使 |          |
| 李华新 | 2006年10月31日 | 2007年4月20日  | 2007年4月20日  | 2007年4月26日  | 2011年2月25日  | 2011年9月2日   | 2011年8月1日   | 大使     | 特命全权大使 |          |
| 张迅   | 2011年2月25日  | 2011年9月2日   | 2011年8月21日  | 2011年8月28日  | 2014年2月27日  | 2014年4月29日  | 2014年4月11日  | 大使     | 特命全权大使 |          |
| 王克俭 | 2014年2月27日  | 2014年4月29日  | 2014年4月30日  | 2014年6月9日   | 2016年4月28日  | 2016年8月11日  | 2016年7月23日  | 大使     | 特命全权大使 |          |
| 齐前进 | 2016年4月28日  | 2016年8月11日  | 2016年8月16日  | 2016年8月25日  | 2018年8月31日  | 2018年11月9日  | 2018年10月7日  | 大使     | 特命全权大使 |          |
| 冯飚   | 2018年8月31日  | 2018年11月9日  | 2018年10月30日 | 2018年11月12日 | 2022年6月24日  | 2023年2月13日  | 2022年8月7日   | 大使     | 特命全权大使 |          |
| 史宏微 | 2022年10月30日 | 2023年2月13日  | 2023年1月29日  | 2023年3月1日   | 现任           |                |                | 大使     | 特命全权大使 |          |